# Boureuilles
Boureuilles település Franciaországban, Meuse megyében. Lakosainak száma 117 fő (2022. január 1.). Boureuilles Vienne-le-Château, Cheppy, Lachalade, Neuvilly-en-Argonne, Varennes-en-Argonne és Vauquois községekkel határos.

## Népesség
A település népességének változása:
| Lakosok száma | 134  | 118  | 119  | 124  | 121  | 118  | 120  | 119  | 117  | 117  |
|               | 1968 | 1982 | 1990 | 2006 | 2013 | 2015 | 2017 | 2019 | 2020 | 2022 |